# Pod Lukšincem
Pod Lukšincem je přírodní památka poblíž obce Malenovice v okrese Frýdek-Místek. Oblast spravuje AOPK ČR Správa CHKO Beskydy. Důvodem ochrany je lokalita hořce Kochova.